# Protais Mpiranya
Protais Mpiranya   (Gitarama, 30 de maig de 1956 - Harare, 7 d'octubre de 2006) és un soldat ruandès, que se suposa ha participat en el genocidi ruandès.

## Antecedents i paper en el genocidi
D'ètnia hutu, va néixer a la prefectura de Gitarama. El 1993 va ocupar el càrrec de comandant en les Forces Armades de Ruanda i va ser segon al comandament de les operacions militars i la intel·ligència (S2 i S3) al Batalló de la Guàrdia Presidencial. Més tard, el mateix any, va ser nomenat comandant del Batalló de la Guàrdia Presidencial.
L'acusació del Tribunal Penal Internacional per a Ruanda al·lega que entre 1990 i 1994, Mpiranya i altres oficials conspiraven per exterminar civils tutsis i opositors polítics, van ajudar a formar "interahamwe" i grups de milícia que van cometre el genocidi.
El 5 de gener de 1994, el dia que havia jurat el Govern de transició especificat pels acords d'Arusha, Mpiranya va impedir l'accés d'opositors polítics a les instal·lacions del Conseil national de développement, particularment Lando Ndasingwa i el seu Partit Liberal. Això va tenir com a resultat que l'únic membre del Govern de transició que havia jurat era el president Juvénal Habyarimana.
Després de la mort de Habyarimana i el començament del genocidi, els membres de la Guàrdia Presidencial presumptament liderats per Mpiranya "van detenir, arrestar i assassinar " la primera ministra ruandesa Agathe Uwilingiyimana". També van capturar 10 pacificadors belgues de la UNAMIR que havien estat custodiant la seva casa, que més tard van ser assassinats. Aquests van ser acompanyats pels membres del Batalló Para-Comando i la Companyia A del Batalló de Reconeixement, liderats pel capità Innocent Sagahutu.
Simultàniament, altres membres de la guàrdia presidencial i altres unitats de l'exèrcit van emprendre accions similars contra altres figures de l'oposició.
El matí del 7 d'abril, els membres de la Guàrdia Presidencial li van dir a Mpiranya que Faustin Rucogoza, el ministre d'informació i la seva dona estaven actualment detinguts al camp de la Guàrdia Presidencial. Ell suposadament va preguntar als seus soldats per què els detenien. Poc després, tots dos foren assassinats al campament.
Mpiranya va fugir de Ruanda després de la victòria del Front Patriòtic Ruandès. En una acusació modificada el 25 de setembre de 2002, el Tribunal Penal Internacional per a Ruanda va acusar Mpiranya de "conspiració per cometre genocidi, genocidi, crims contra la humanitat i violacions de la Convenció de Ginebra."
Durant alguns anys, Mpiranya encara era creia que estava amb altres emigrats ruandesos a la República Democràtica del Congo o a Zimbàbue.
El 25 de setembre de 2002, Mpiranya va ser acusat pel Tribunal Penal Internacional per a Ruanda (TPIR). Va ser acusat de genocidi, conspiració per cometre genocidi, complicitat en genocidi, crims contra la humanitat i crims de guerra. Mpiranya va romandre fugit i va ser un dels homes més buscats pel Tribunal. El govern estatunidenc posar preu al seu cap al Rewards for Justice Program.

## Refugi a Zimbàbue
Al febrer de 2010, les autoritats belgues van informar a Mpiranya que era protegit pel govern de Zimbàbue, operant empreses a Harare, a més d'actuar com a mercenaris perquè el partit governant ZANU-PF silenciés l'oposició.
L'agost de 2010, Ruanda va fer una crida a la intervenció diplomàtica de les Nacions Unides després que el govern de Zimbàbue es negués a extraditar Protais Mpiranya al TPIR. Es creu que Mpiranya és amagat a Norton, uns 40 km a l'oest de la capital Harare, on suposadament va romandre des de la seva arribada a Zimbàbue en 2001. Les fonts de seguretat van dir que les autoritats de Harare no estaven disposades a renunciar al fugitiu a qui se senten endeutats pel seu paper de reconeixement durant el període 1998-2001 de la guerra civil del Congo. Mpiranya va ser decisiu durant la guerra després de treballar al costat de les forces aliades de l'Àfrica meridional (Zimbàbue, Angola i Namíbia). Es creu que ha subministrat informació estratègica sobre els militars ruandesos i també ha mobilitzat i entrenat ruandesos en camps de refugiats a l'est de la RDC per lluitar contra l'exèrcit ruandès. El Fiscal General de Ruanda, Martin Ngoga, va dir que el Tribunal Penal Internacional de Ruanda (ICTR) havia de traslladar i portar Proitas Mpiranya al país. Les dues nacions van recolzar bàndols oposats a la guerra de la RDC. La cruesa va augmentar després que Zimbabwe va acusar agents secrets ruandesos d'entrar il·legalment al país a la recerca de Mpiranya. Kigali va negar les acusacions, afirmant que seguiria els procediments adequats per buscar l'extradició de Mpiranya. Aquesta va ser la segona vegada que Zimbàbue s'ha negat a extraditar funcionaris africans acusats de genocidi en els seus propis països. S'ha negat a lliurar l'ex dictador etíop Mengistu Haile Mariam que va assassinar en massa al seu país.
Tot i que un funcionari de Zimbàbue va negar que es trobés al país el 2011, la policia de Zimbàbuee va anunciar al setembre de 2012 que havien iniciat una cacera contra Mpiranya. El tribunal de crims de guerra de l'ONU a Ruanda va oferir uns 5 milions per la seva captura.